# کراکینگ

واحد تولید بنزین به روش کراکینگ کاتالیزوری بستر سیال، پالایشگاه بایوی، نیوجرسی، ۱۹۶۹

خُردایش یا کراکینگ (به انگلیسی: Cracking) فرایندی است که در صنایع پتروشیمی کاربرد داشته و برای نمک زدایی از بنزین سفید انجام می‌شود. این فرایند از روش‌های اصلی در تبدیل نفت خام به سوخت‌های مفید مانند بنزین، گازوییل، سوخت جت و نفت سفید است. کراکینگ گرمایی، کراکینگ کاتالیستی، هیدروکراکینگ و کراکینگ با بخار آب از متداول‌ترین انواع روش‌های کراکینگ در صنایع هستند. این فرایند یا در دما و فشار بالا و بدون کاتالیزور انجام می‌شود یا در دمای پایین و فشار کم و در حضور کاتالیزور.
منبع اصلی هیدروکربن‌های بزرگ، برش‌های نفت سفید یا بنزین در فرایند تقطیر جزء به جزء نفت خام می‌باشد. این برش‌های نفتی به صورت مایع از فرایند تقطیر به دست می‌آیند اما پیش از فرایند کراکینگ دوباره تبخیر می‌شوند.
در فرایند کراکینگ تنها یک واکنش منحصر به فرد رخ نمی‌دهد. پیوند هیدروکربن‌ها به صورت اتفاقی می‌شکند و مخلوطی از هیدروکربن‌های کوچکتر را ایجاد می‌کند که برخی از آن‌ها هیدروکربن‌های دارای پیوند دوگانه کربن-کربن است.

## تاریخچه

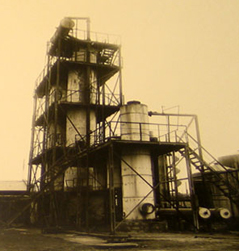
نمایی از یک واحد کراکینگ شوخوف، باکو، اتحاد جماهیر شوروی، ۱۹۳۴.

پس از جنگ جهانی اول به سبب گسترش و پیشرفت صنایع و تقاضای روبه رشد انرژی و محصولات نفتی، عرضه این محصولات در بازار پاسخگوی نیاز نبود؛ بنابراین دانشمندان پالایش نفت، به تدریج با وارد کردن فرایندهای شکست ملکولی، بالابردن کیفیت و کمیت محصولات مختلف نفتی را هدف خود قرار دادند و در این امر به موفقیت‌های بزرگی دست یافتند. کراکینگ حرارتی که که به عنوان کراکینگ شوخوف نیز شناخته می‌شود در سال ۱۸۹۱ توسط مهندس روسی به نام ولادیمیر شوخوف معرفی شد.
سپس این فرایند توسط یک مهندس آمریکایی به نام ویلیام برتن در سال ۱۹۱۳ اصلاح گردید.
این فرایند به زودی در صنعت پالایش نفت بیشتر مورد توجه قرار گرفت تا آنجا که بین سال‌های ۱۹۲۰ تا ۱۹۳۵ میزان بنزین تولیدی از طریق کراکینگ حرارتی به دو برابر مقدار تولید بنزین از تقطیر نفت خام رسید. به مرور زمان کارشناسان توانستند توسط کراکینگ کاتالیزوری، بنزین مرغوب تری در مقایسه با کراکینگ حرارتی تولید کنند. این روند از جنگ جهانی دوم ادامه یافت و تاکنون نیز دانشمندان بسیاری سعی در بهبود روش‌های کراکینگ نفت خام و استفاده از فرایندهای جدیدتر و اقتصادی تر کرده‌اند. روش کراکینگ کاتالیزوری در سال ۱۹۲۳ توسط مهندس فرانسوی اوژن هودری ارائه گردید و اولین واحد صنعتی آن در سال ۱۹۳۶ در آمریکا به وسیله شرکت هودری ساخته شد. در می۱۹۴۲، نوع پیشرفته تری از فرایند کراکینگ کاتالیزوری، یعنی کراکینگ کاتالیزوری بستر سیال در پالایشگاه (Baton Rouge refinery) بهره‌برداری شد. این اولین واحد کراکینگ کاتالیزوری بستر سیال در جهان بود.
امروزه شرکت‌های فراوانی دارای این فناوری هستند که مهم‌ترین این شرکت‌ها عبارتند از:
- Exxon
- M.W.Kellogg
- UOP

## سازوکار فرایند
کراکینگ یک سازوکار رادیکالی دارد. در ابتدا تعدادی از مولکول‌ها به رادیکال‌های آزاد شکسته می‌شود که برای شروع فرایند الزامی است. (در اینجا برای نمونه شکست مولکول‌های اتان را بررسی می‌کنیم)
{\displaystyle {\ce {CH3CH3 -> 2 CH3.}}}
سپس رادیکال‌های ایجاد شده به مولکول‌های دیگر برخورد کرده و یک مولکول متان و یک رادیکال دیگر ایجاد می‌شود.
{\displaystyle {\ce {CH3. + CH3CH3 -> CH4 + CH3CH2.}}}
رادیکال‌های اتان می‌توانند خود تجزیه شده و یک رادیکال هیدروژن و یک مولکول اتن که یک آلکن است تشکیل دهند. این واکنش در شرایطی که کراکینگ با بخار آب انجام شود رخ می‌دهد.
{\displaystyle {\ce {CH3CH2. -> CH2=CH2 + H.}}}
رادیکال‌های اتان در برخورد با مولکول‌های اتن به رادیکال‌های بزرگتر تبدیل می‌شود که معمولاً در تشکیل ترکیبات آروماتیک رخ می‌دهد.
{\displaystyle {\ce {CH3CH2. + CH2=CH2 -> CH3CH2CH2CH2.}}}
این فرایند زنجیره‌ای زمانی که دو رادیکال آزاد با یکدیگر برخورد کنند خاتمه می‌یابد.
{\displaystyle {\ce {CH3. + CH3CH2. -> CH3CH2CH3}}}

{\displaystyle {\ce {CH3CH2. + CH3CH2. -> CH2=CH2 + CH3CH3}}}
همان‌طور که مشخص است در این فرایند مولکول‌های هیدروژن، آلکن، هیدروکربن‌های کوچکتر و در برخی شرایط هیدروکربن‌های سنگین تر تولید می‌شود. در نتیجه محصولات تولیدی در فرایند کراکینگ مجموعه از هیدروکربن‌های با وزن مولکولی متفاوت است که در مرحله بعد باید از هم جدا شوند. هیدروکربن‌های سبک به عنوان محصول فرایند خارج شده و هیدروکربنهای سنگین تر دوباره به راکتور برگشت داده می‌شود.

## کراکینگ گرمایی

شمایی ساده از یک فرایند کراکینگ گرمایی

در کراکینگ گرمایی، آلکان‌ها را به‌طور ساده از درون اتاقی که تا دمای بالا گرم شده است، عبور می‌دهند. آلکان‌های بزرگ به آلکان‌های کوچکتر، آلکن‌ها و مقداری هیدروژن تبدیل می‌شود. این فرایند مقدار زیادی اتیلن(C۲H۴)همراه با مولکول‌های کوچکتر دیگر به وجود می‌آورد.
در طی این فرایند خوراک در داخل کوره تا دمای (۹۵۰ تا۱۰۲۰ فارنهایت) گرم می‌شود. مدت حرارت دیدن خوراک باید کوتاه باشد تا از انجام واکنش شیمیایی در طول فرایند جلوگیری شود در غیر این صورت مقدار زیادی کک تشکیل شده که لوله‌های کوره را مسدود کرده و موجب توقف فرایند می‌شود. گر چه تولید اندکی کک اجتناب ناپذیر است. سپس خوراک حرارت دیده به داخل راکتور انتقال یافته و در فشار بالا مولکول‌های آن شکسته می‌شود.

### کراکینگ با بخار آب
در یک فرایند اصلاح شده، که کراکینگ با بخار آب نامیده می‌شود، هیدروکربن را با بخار آب رقیق می‌کنند، به مدت کسری از ثانیه تا (۹۰۰–۷۰۰ سانتی گراد) گرما می‌دهند و به سرعت سرد می‌کنند. کراکینگ با بخار در تولید مواد شیمیایی هیدروکربنی، از جمله اتیلن، پروپیلن، بوتادی ان، ایزوپرن و سیکلو پنتا دی ان، اهمیت فراوان دارد.

### کراکینگ با هیدروژن یا هیدرو کراکینگ

طرحی از یک واحد هیدرو کراکینگ

هیدروکراکینگ یک فرایند شیمیایی کاتالیستی است. در فرایند پالایش نفت خام از این روش برای تبدیل نفت خام به مواد با ارزش‌تر مانند: بنزین، سوخت جت، نفت سفید و سوخت دیزل استفاده می‌شود. این فرایند در دماهای بالا (۴۲۵–۲۶۰ سانتی گراد) و فشار بالا (۱۷–۷ مگاپاسکال) انجام می‌شود. این فرایند شامل دو مرحله می‌باشد: کراکینگ کاتالیستی و هیدروژناسیون؛ که در طی این مراحل خوراک ورودی، در حضور هیدروژن به محصولات با ارزش افزوده بیشتر شکسته می‌شود. این فرایند در فشار و دمای بالا و با حضور کاتالیست و هیدروژن انجام می‌شود.
هیدروکراکینگ برای خوراک‌هایی مورد استفاده واقع می‌شود که فرایندهای کراکینگ کاتالیستی یا تبدیل کاتالیستی در مورد آن‌ها به سختی انجام می‌گیرد مانند نفت خامی که غنی از آروماتیک‌های پلی‌سیکلیک بوده یا حاوی غلظت‌های بالای ترکیبات گوگرد و نیتروژن که مسموم‌کننده کاتالیست‌ها هستند، می‌باشد

### کراکینگ کاتالیزوری
کراکینگ بیشتر در جهت تولید سوخت بکار گرفته می‌شود، نه در جهت تولید مواد شیمیایی و برای این منظور، کراکینگ کاتالیزوری مهم‌ترین فرایند است. برش‌هایی از نفت را که دمای جوش بالا دارند (نوعا گازوئیل)، در (۵۵۰–۴۵۰ سانتی گراد)، با ذرات ریز سیلیس-آلومین و زیر کمی فشار، مجاور می‌سازند. کراکینگ کاتالیزوری نه تنها با شکستن مولکولهای کوچکتر بازده بنزین را افزایش می‌دهد، بلکه کیفیت بنزین را نیز بالا می‌برد. این فرایند مستلزم تشکیل کربوکاتیونهاست و آلکانهایی با ساختارهای بسیار شاخه دار به وجود می‌آورد که در بنزین به آن‌ها نیازمندیم.
- کراکینگ کاتالیزوری بستر سیال

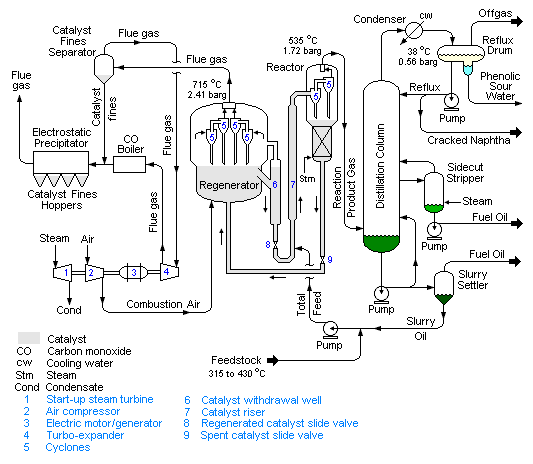
طرح واره‌ای از یک واحد کراکینگ کاتالیزوری بستر سیال(FCC) که در پالایشگاه‌های نفت به کار می‌رود.

یک واحد کراکینگ کاتالیزوری بستر سیال(FCC)

فرایند کراکینگ کاتالیزوری بستر سیال(به انگلیسی: Fluid Catalytic Cracking) به صورت مخفف FCC از فرایندهای مهم در پالایشگاه‌های نفت محسوب می‌شود، چرا که این روش فرایند اصلی تولید بنزین محسوب می‌شود. این نوع از کراکینگ اولین بار در سال ۱۹۴۲ در پالایشگاه (Baton Rouge refinery) استفاده شد. همانند روش‌های دیگر کراکینگ، هیدروکربن‌های پیچیده و بزرگ که باقیماندهٔ واحدهای دیگر پالایشگاهی هستند، به عنوان خوراک برای فرایند FCC به کار می‌رود. محصولات این فرایند نیز برش‌های سبکتری مانند:بنزین، گاز مایع(LPG) و مواد اولیه واحدهای پتروشیمی است.
فرایند کراکینگ کاتالیزوری بستر سیال شامل دو بخش اصلی می‌باشد:
- راکتور[واژه‌نامه ۸]
- احیاگر[واژه‌نامه ۹]

همچنین در انتها یک برج جداسازی برش‌های شکسته شده را با توجه به نقطه جوش آن‌ها جدا می‌کند.
در داخل راکتور واکنش شکستن هیدروکربن‌ها که واکنشی گرماگیر است، انجام می‌شود و در احیاگر نیز کاتالیزورهای غیرفعال شده مجدداً احیا می‌شوند. کاتالیزور مورد استفاده در این روش عمدتاً زئولیت بوده و به صورت پودر در فرایند به کار می‌رود. در این روش کاتالیزور بین راکتور و احیاگر به صورت مداوم در حال گردش است و عامل انتقال کاتالیزور نیز هوا، بخارات هیدروکربن یا بخار آب است.
در بخش راکتور ابتدا مخلوط هیدروکربن‌ها گرم شده تا بخار شوند سپس با جریانی از کاتالیزورهای احیا شده که از احیاگر می‌آید و جریان برگشتی ترکیب شده و از طریق رایزر به راکتور منتقل می‌شود. دمای داخل راکتور (۹۰۰-F۱۰۰۰) است. در هنگامی که مخلوط در حال بالا رفتن از رایزر است، هیدروکربن‌ها در فشار (۱۰-psi۳۰) شکسته می‌شوند. در روش‌های مدرن تر FCC تمام فرایند شکسته شدن مولکول‌ها در رایزر رخ می‌دهد. در قسمت بالای راکتور دستگاه جداساز گاز از جامد یا سیکلون کاتالیزورهای غیرفعال را به بخش احیاگر فرستاده و بخارات هیدروکربن‌های شکسته شده را از بالای راکتور به برج جداسازی می‌فرستد.
در بخش احیاگر کاتالیزورهای مصرف شده دوباره احیا شده و قابل استفاده در راکتور می‌شوند. علت اصلی غیرفعال شدن کاتالیزورها در این روش رسوب لایه‌ای از کک بر روی کاتالیزور است. به منظور از بین بردن این کک‌های رسوب کرده در بخش احیاگر از قسمت پایین هوای داغ به داخل دمیده می‌شود تا کک موجود روی سطح کاتالیزور با هوا سوخته شده و از بالای احیاگر خارج شود و کاتالیزورهای فعال شده نیز مجدداً برای انجام واکنش به راکتور بر می‌گردد. این فرایند چرخشی به‌طور مداوم انجام می‌شود. فرایند سوختن کک روی کاتالیزورها علاوه بر فعال کردن کاتالیزگر، گرمای مورد نیاز برای تبخیر خوراک و انجام واکنش شکست در داخل راکتور مورد استفاده قرار می‌گیرد.
در بالای احیاگر نیز مانند راکتور دستگاه سیکلون، گازهای ناشی از سوختن کک را به بالای احیاگر هدایت کرده و کاتالیزورهای احیا شده را دوباره به راکتور برمی‌گرداند.
هیدروکربن‌های شکسته شده پس از خروج از راکتور وارد برج جداسازی می‌شود و براساس دمای جوش از یکدیگر جدا می‌شوند.

## کاربردهای فناوری نانو در کراکینگ کاتالیزوری
کاتالیست‌های مورد استفاده در واحدهای کراکینگ، عموماً مواد جامد مانند زئولیت‌ها، هیدروسیلیکات آلومینیوم، بوکسیت و سیلیکا-آلومینا می‌باشد، لذا می‌توان از ساختارهای نانوکاتالیست‌های فوق استفاده کرد. علاوه بر آن به دلیل اینکه از فلزات فعال پلاتین (Pt) و رنیوم (Re) روی پایه‌های آلومینا و زئولیت نیز استفاده می‌شود، می‌توان به نانوذرات Pt-Re کاتالیستی اشاره کرد.
از دیگر کاتالیست‌های مورد استفاده مخلوط سیلیکا-آلومینا یا سیلیکا-مگنزیا (اکسید منیزیم) می‌باشد که نانوکاتالیست‌های سیلیکا و مگنزیا ساخته شده‌اند.

## محصولات جانبی فرایند
همان‌طور که در سازوکار فرایند دیده می‌شود، علاوه بر آلکان‌های کوچکتر حاصل، برخی از هیدرو کربن‌های آروماتیک یا آلیفاتیک تولید می‌شوند؛ ولی مهم‌ترین محصول جانبی این فرایند دوده یا کک است. این ماده که به‌طور عمده از کربن تشکیل شده است، هم در کراکینگ گرمایی و هم در کراکینگ کاتالیزوری و بر روی کاتالیزگرها تشکیل می‌شود. دوده جزو مواد پر کاربرد و در عین حال ارزان قیمت است که در صنایعی چون لاستیک سازی و رنگ‌سازی به عنوان رنگدانه سیاه کاربرد دارد.

## واژه‌نامه
1. ↑  Cracking
2. ↑  shukhov cracking process
3. ↑  Vladimir Grigorievich Shukhov
4. ↑  William Merriam Burton
5. ↑  Thermal cracking
6. ↑  catalytic cracking
7. ↑  Eugene Houdry
8. ↑  Reactor
9. ↑  Regenerator
10. ↑  Fractionation Column
11. ↑  Riser
12. ↑  Cyclone